# 木興拓哉
木興 拓哉（きこう たくや、1986年9月21日 - ）は、元プロ野球選手（投手）。

## 来歴・人物

### プロ入り前
兵庫県宝塚市出身。野球留学で北海道栄高に進学し、高校時代は2003年、2004年と2年連続で夏の南北海道大会で決勝進出を果たすが、共に駒大苫小牧高に敗れ準優勝。
2004年の高校生ドラフトで千葉ロッテマリーンズから6巡目指名を受け入団。入団会見時に「忘れられた頃に一軍に上がって活躍する」と3年間の「潜伏宣言」をして、ファンやメディアの注目を集めた。

### プロ入り後
1年目の2005年から実戦登板の機会を与えられ、同年はイースタン・リーグで11試合に登板して防御率1.76, 投球回数に近い奪三振数を記録した。一方で、四死球も奪三振と同数で暴投数もチーム2位を記録するなど、制球難も目立った。
2006年は二軍で最高勝率のタイトルを獲得。当時一軍の左投手には先発投手に成瀬善久、リリーフにYFKの藤田宗一、ワンポイントの高木晃次などがいたことに加え、2007年以降は成績も向上しなかったことから一軍に昇格できず、2008年10月1日に球団から戦力外通告を受けた。
その後12球団合同トライアウトへの参加を経て、11月28日に阪神タイガースの入団テストを受験。12月8日に育成選手として契約を結んだ。
しかし阪神タイガースでも2009年のウエスタン・リーグで4試合の登板にとどまり、4イニングで3暴投を記録するなど結果を残せず、10月30日に自由契約公示された。引退後は大阪で飲食店を開業。

## 詳細情報

### 年度別投手成績
- 一軍公式戦出場なし

### 背番号
- 56（2005年 - 2008年）
- 127（2009年）